# Келбешти (Олт)
Келбешти (рум. Chelbești) насеље је у Румунији у округу Олт у општини Колонешти. Oпштина се налази на надморској висини од 240 m.

## Становништво
Према подацима из 2002. године у насељу је живело 125 становника, од којих су сви румунске националности.